# Cao Hoan
Cao Hoan (chữ Hán: 高歡; 496 - 547) là một quân phiệt thời Nam-Bắc triều (Trung Quốc). Ông từng làm đến là Thượng trụ quốc nhà Đông Ngụy, đối thủ của Vũ Văn Thái nhà Tây Ngụy. Sau con ông là Cao Dương soán ngôi Đông Ngụy, lập nhà Bắc Tề, truy tôn ông miếu hiệu là Cao Tổ (高祖), thụy hiệu Thần Vũ Hoàng đế (獻武皇帝).

## Thân thế
Theo Bắc Tề thư, tổ tịch Cao Hoan ở huyện Điệu, quận Bột Hải (nay thuộc huyện Cảnh, Hà Bắc, Trung Quốc): "Tổ 6 đời tên Ẩn, từng làm Thái thú Huyền Thố đời Tấn. Ẩn sinh Khánh, Khánh sinh Thái, Thái sinh Hồ, 3 đời làm quan cho nhà Mộ Dung". Tổ phụ là Cao Mật bị lưu đày đến trấn Hoài Sóc, từ đó định cư tại đây. Hoài Sóc là một trong sáu binh trấn nhà Bắc Ngụy thành lập để phòng bị người Nhu Nhiên ở phía bắc, hợp xưng là Lục trấn. Gia tộc Cao Hoan đến đời của ông đã bị Tiên Ti hóa. Bản thân Cao Hoan cũng có tên Tiên Ti là Heliuhun (賀六渾，Hạ Lục Hồn)
Cha Hoan là Cao Thụ, mẹ Hàn thị. Mẹ mất sớm, Cao Hoan phải ở với người chị và anh rể là Úy Cảnh. Nhà nghèo, ông đi làm thuê ở Bình Thành, Đại Quận, được con gái gia đình giàu có trong thành là Lâu Chiêu Quân phải lòng, nhất quyết lấy, dù gia đình ngăn cản. Nhờ tiền vợ, Cao Hoan mua được ngựa, chuyển nghề sang chạy dịch trạm chuyển văn thư giữa Bình Thành và Lạc Dương.
Khi loạn Lục trấn bùng phát, năm 525, Cao Hoan theo phò Đỗ Lạc Chu. Sau khi Lạc Chu bị giết, Cao Hoan theo Cát Vinh. Năm 528, ông bỏ Cát Vinh về với Nhĩ Chu Vinh, nhờ có bạn cũ là Lưu Quý tiến cử. Ông tướng mạo tầm thường, vẫn bị Nhĩ Chu Vinh xem thường. Về sau có lần thấy ông trị được ngựa chứng, Nhĩ Chu Vinh từ đó xem trọng ông.

## Khởi nghiệp dưới trướng Nhĩ Chu Vinh
Năm 528, Bắc Ngụy Hiếu Minh Đế bị Hồ Thái hậu đầu độc, mất. Cao Hoan đề xuất với Nhĩ Chu Vinh thảo phạt trừ thân tín của Hồ thái hậu là Trịnh Nghiễm, Từ Hột, làm thành phương châm bá nghiệp. Nhĩ Chu Vinh nghe theo, cùng Nguyên Thiên Mục khởi quân tiến về Lạc Dương, tôn Trường Lạc vương Nguyên Tử Du lên ngôi, tức Bắc Ngụy Hiếu Trang Đế.
Hồ Thái hậu phái quân chống cự. Họ đều hàng Nhĩ Chu Vinh. Hồ Thái hậu sợ, bèn chấp nhận Hiếu Trang đế là vua Bắc Ngụy, mong Nhĩ Chu Vinh rút quân. Song Vinh chưa vừa lòng, bắt hết triều thần và hoàng thân đến tạ tội ở Hà Âm, rồi nhân đấy tàn sát bọn họ - trong số đó gồm cả chú bác, anh em ruột của Hiếu Trang đế.
Vinh lại bắt Hồ Thái hậu và Thiếu đế (được lập để nối ngôi Minh đế trước khi Hiếu Trang đế được công nhận) bỏ rọ và nhận chết dưới sông Hoàng Hà. Hiếu Trang Đế vì thế hoảng sợ, xin nhường ngôi cho Vinh. Cao Hoan khuyên Vinh nhận, song Vinh từ chối. Cận tướng của Vinh là Hạ Bạt Nhạc khuyên Vinh giết ông để tỏ lòng thành với vua Ngụy, Vinh cũng không nghe.
Cao Hoan tiếp tục theo Nhĩ Chu Vinh đánh bại Cát Vinh ở Phủ Khẩu, rồi theo Nguyên Thiên Mục diệt Hình Cảo ở Sơn Đông. Dương Khản phản Ngụy hàng Lương, ông làm Hành đài đem quân đến đánh. Nhờ có công, ông được Nhĩ Chu Vinh phong làm Thứ sử Tấn Châu. Nhân đó ông tích lũy của cải để dùng về sau.

## Xung đột với họ Nhĩ Chu
Năm 530, Hiếu Trang đế phục kích giết Nhĩ Chu Vinh và Nguyên Thiên Mục ở Lạc Dương. Em họ Vinh là Nhĩ Chu Trọng Viễn, Nhĩ Chu Độ Luật, cháu Vinh là Nhĩ Chu Triệu, Nhĩ Chu Thế Long kéo đến Lạc Dương báo thù. Nhĩ Chu Triệu làm chủ Thái Nguyên, vốn là sào huyệt của Nhĩ Chu Vinh, cho người gọi Cao Hoan, nhưng ông từ chối.
Hiếu Trang đế một mặt xuống chiếu Cần vương, triệu binh mã các lộ về cứu giá, một mặt tìm cách chống lại quân gia tộc Nhĩ Chu. Lúc bấy giờ mùa hạ, Hiếu Trang đế cho người đốt Hà Kiều (cầu bắt ngang sông Hoàng Hà), cho rằng kỵ binh của Nhĩ Chu Triệu không thể sang sông. Không ngờ Triệu kiếm được nơi nước thấp, vượt sông, tập kích Lạc Dương, bắt sống Hiếu Trang đế, giải về Tấn Dương. Cao Hoan gửi thư khuyên Triệu không nên giết vua, song Triệu không nghe, giết Hiếu Trang đế, lập Nguyên Diệp lên ngôi.
Lấy cớ Cần vương của Hiếu Trang đế, Hột Đậu Lăng Bột Phán từ phía bắc đánh Thái Nguyên. Nhĩ Chu Triệu không đối phó nổi, nhân đó, Cao Hoan thuyết phục Triệu giao cho ông thống lĩnh hàng quân của Cát Vinh khi trước giúp mình chống Bột Phán. Bột Phán cuối cùng bị giết. Với quân mã trong tay, Cao Hoan dẫn quân vượt núi Thái Hàng kéo sang phía đông lên Hà Bắc, tách mình khỏi vòng ảnh hưởng của họ Nhĩ Chu.
Lúc ấy, nội bộ họ Nhĩ Chu có nhiều bất hòa. Cao Hoan bấy giờ sinh lòng muốn thảo phạt họ Nhĩ Chu. Ông thu phục anh em Cao Càn, Cao Ngang, bấy giờ đang làm tướng cướp ở Sơn Đông, sau cát cứ khu vực Tín Đô rất có thanh thế, nhằm phát triển thế lực quân phiệt. Để tăng thêm vây cánh, Nhĩ Chu Triệu không nghe theo lời Mộ Dung Thiệu Tông, kết nghĩa anh em với Cao Hoan. Cao Hoan cũng giả vờ nhận lời, nhằm làm Triệu lơ là phòng bị.
Nhĩ Chu Độ Luật cùng với Nhĩ Chu Thế Long, Nhĩ Chu Ngạn Bá, Nhĩ Chu Trọng Viễn, ở Lạc Dương cùng hợp nhau phế ngôi Nguyên Diệp, lập Quảng Lăng vương Nguyên Cung, tức Ngụy Tiết Mẫn đế, hoặc Tiền Phế đế. Để lấy lòng Cao Hoan, Độ Luật phong ông làm Bột Hải vương, nhưng ông cự tuyệt.
Nhĩ Chu Triệu nổi giận, dẫn quân đánh Lạc Dương. Nhĩ Chu Ngạn Bá tự mình đến trại Nhĩ Chu Triệu giải thích, hòa giải. Nhĩ Chu Triệu chịu rút quân, song vẫn nghi ngờ.
Năm 531, mùa thu, Cao Hoan khởi binh tại Tín Đô, tôn An Định vương Nguyên Lãng lên ngôi, tức Hậu Phế đế, công nhiên khiêu khích họ Nhĩ Chu. Nhĩ Chu Triệu bèn dẫn quân đến đóng ở Quảng A, Nhĩ Chu Trọng Viễn dẫn quân từ Lạc Dương, Nhĩ Chu Độ Luật dẫn quân từ Đông Quận đến muốn cùng hợp sức đánh Cao Hoan, thế rất lớn. Cao Hoan nhân họ Nhĩ Chu sẵn bất hòa, tung mưu phản gián. Nhĩ Chu Triệu vì thế nghi ngờ các đạo quân từ Lạc Dương, Đông Quận. Cựu thần của Nhĩ Chu Vinh là Hộc Tư Xuân, Hạ Bạt Thắng lúc ấy theo trong quân Nhĩ Chu Trọng Viễn bèn tới trại Nhĩ Chu Triệu giảng hòa. Triệu cố chấp không nghe. Nhĩ Chu Trọng Viễn và Độ Luật bèn rút quân. Vì thế Cao Hoan chỉ phải đối phó với Nhĩ Chu Triệu. Ông đánh Triệu thua to. Nhĩ Chu Triệu rút quân về Thái Nguyên.
Năm 532, ông chiếm Nghiệp Thành, thanh thế rất lớn. Các thế lực Nhĩ Chu phải giảng hòa với nhau để đối phó với ông, lần này có cả Nhĩ Chu Thiên Quang từ Quan Tây dẫn quân về. Song tổ chức họ Nhĩ Chu bất nhất, chỉ huy lủng củng, đối trận tại Hàn Lăng bị Cao Hoan đánh đại bại. Vì họ Nhĩ Chu bạo ngược, bị triều thần ở Lạc Dương chán ghét. Những người như Hộc Tư Xuân, Hạ Bạt Thắng, Trưởng Tôn Trĩ, Trương Hoan, Giả Hiển Trí cùng âm mưu, nhân dịp họ Nhĩ Chu bại trận, chặn, đuổi, bắt sống được Độ Luật và Thiên Quang, chém đầu Thế Long và Ngạn Bá, duy có Trọng Viễn thoát chết chạy về Giang Nam hàng Lương. Ông lại đuổi đánh Nhĩ Chu Triệu ở Tinh Châu. Triệu cùng thế, tự sát. Họ Nhĩ Chu bị xóa sổ.

## Xung đột Lạc Dương - Tấn Dương
Cao Hoan kéo quân đến Lạc Dương. Vì Nguyên Lãng không phải dòng đích, ông bèn phế cả Tiền lẫn Hậu Phế đế, lập Bình Dương vương Nguyên Tu, tức Hiếu Vũ đế. Hiếu Vũ đế phong ông làm Thượng trụ quốc, Bột Hải vương, cưới con gái ông làm Hoàng hậu.
Việc Cao Hoan chuyên quyền, tự do phế lập làm Hiếu Vũ đế rất bất mãn, nên nghe theo mưu Hộc Tư Xuân, Hạ Bạt Thắng, ngầm liên kết với em Thắng là Hạ Bạt Nhạc, khi ấy thống lĩnh vùng Quan Trung, để đối phó với ông. Bấy giờ, Cao Hoan trở về căn cứ của mình ở Tấn Dương, để Cao Cán làm tai mắt cho mình ở Lạc Dương. Song Cán không đủ sức kiềm chế được Hiếu Vũ đế, bèn mật tấu về cho Cao Hoan biết, nên bị Hiếu Vũ đế giết chết.
Để tránh hậu hoạn, Cao Hoan sai thuộc hạ là Địch Tung sang thông đồng với Hầu Mạc Trần Duyệt để ám sát Nhạc. Ông lại phục kích giết Hột Đậu Lăng Ỷ Lợi để cướp quân đội của Ỷ Lợi. Hạ Bạt Nhạc bị giết rồi, ông sai Hầu Cảnh sang tây thống lĩnh quân đội của Nhạc, song bộ hạ của Nhạc là Vũ Văn Thái đã nhanh tay đoạt lấy quyền thống quản đạo quân ở Quan Tây. Lấy cớ báo thù cho Nhạc, Vũ Văn Thái khởi binh, phát hịch văn thảo phạt Cao Hoan.
Nhận thấy thế lực của Vũ Văn Thái có thể đối trọng được với Cao Hoan, Hiếu Vũ Đế bèn bí mật kết liên với Vũ Văn Thái để chống lại Cao Hoan. Năm 534, Hiếu Vũ đế mộ binh, phao tin để đánh Lương, song thực tế để chinh phạt Cao Hoan. Hộc Tư Xuân xin đích thân dẫn vài ngàn kỵ binh tập kích Cao Hoan. Có người nói với Hiếu Vũ đế: "Đó là giết một Cao Hoan chỉ để mọc lên Cao Hoan khác".
Cao Hoan bèn dẫn quân tiến về Lạc Dương. Hiếu Vũ Đế cho gọi Hạ Bạt Thắng, khi ấy là Đô đốc quân sự các châu giữa lưu vực sông Hoàng Hà và sông Hoài, và Vũ Văn Thái đến cứu viện. Quân cứu viện chưa tới, Hiếu Vũ đế theo lời Vương Tư Chính bỏ Lạc Dương chạy đến Trường An nương nhờ Vũ Văn Thái. Cao Hoan bèn chiếm lấy Lạc Dương cùng các châu quận vùng Sơn Đông, Hoài Bắc, rồi sai người đánh Hạ Bạt Thắng ở Kinh Châu. Hạ Bạt Thắng bại trận, theo hàng nước Lương. Tất cả lãnh thổ từ Đồng Quan trở về phía Đông và từ sông Hoài trở lên phía Bắc đều thuộc quyền Cao Hoan.
Cao Hoan nhiều lần gửi thư xin đón Hiếu Vũ đế về Lạc Dương, đều bị cự tuyệt, bèn lập Nguyên Thiện Kiến lên ngôi, tức Hiếu Tĩnh đế và dời đô về Nghiệp Thành, kiến lập triều đình, sử gọi là Đông Ngụy. Tháng 12 cùng năm, Vũ Văn Thái giết Hiếu Vũ đế, lập Nguyên Bảo Cự lên ngôi, tức Văn Đế, định đô ở Trường An, sử gọi là Tây Ngụy. Từ đó, cục diện đối đầu Đông Ngụy và Tây Ngụy đã hình thành.

## Xung đột với Tây Ngụy
Mùa xuân năm Thiên Bình thứ 4 (537), sau vài năm chuẩn bị chu đáo, Cao Hoan mở chiến dịch tấn công Tây Ngụy, chia làm 3 cánh do Cao Hoan, Đậu Thái và Cao Ngang chỉ huy. Ý định của Hoan là muốn giữ chân Vũ Văn Thái để Đậu Thái đi vòng đánh sâu vào nội địa Tây Ngụy. Nắm được ý định này, Vũ Văn Thái cố ý làm ra vẻ yếu nhược, làm cho Đậu Thái khinh địch, sau đó bất kỳ xuất ý, tập trung lực lượng, dùng quân tinh nhuệ bất ngờ tấn công Đậu Thái tại Tiểu Quan, đại thắng. Đậu Thái tự vẫn, Cao Hoan và Cao Ngang đành rút lui.
Tháng 12, nhân lúc Vũ Văn Thái đánh chiếm Hoằng Nông, Cao Hoan thống lĩnh 20 vạn binh mã tiếp tục đánh Tây Ngụy, từ Hồ Khẩu, ghé Bồ Tân vượt Hoàng Hà, qua Lạc Thủy, tiến đóng mé tây Hứa Nguyên, nhằm thẳng vào Trường An. Vũ Văn Thái tự chỉ huy gần vạn  người từ Hằng Nông lui về bờ nam Vị Thủy, chỉ mang theo 3 ngày lương thảo, đưa khinh kỵ vượt sông, bày trận phục kích tại Sa Uyển. Chủ quan khinh địch, quân Đông Ngụy tiến vào trận địa phục kích, bị quân Tây Ngụy đánh đại bại, bị giết hơn 6000 người , bắt 7 vạn người , thu được 18 vạn cỗ giáp . Cao Hoan cưỡi lạc đà chạy suốt đêm trốn thoát đến bờ tây Hoàng Hà.
Sau đại thắng ở Sa Uyển, quân Tây Ngụy thừa thắng tiến chiếm Lạc Dương. Năm 538, Cao Hoan sai Hầu Cảnh và Cao Ngang vây Lạc Dương. Vũ Văn Thái cùng Ngụy Văn đế dẫn quân cứu. Hầu Cảnh và Cao Ngang lui binh, Vũ Văn Thái khinh địch đuổi theo, ngựa trúng tên chết, Thái phải cởi bào phục lẫn vào tàn quân mới khỏi bị bắt. May nhờ có quân cứu viện nên quay lại tái chiến, đánh bại Hầu Cảnh, giết được Cao Ngang. Tuy nhiên, Cao Hoan xua quân Đông Ngụy phản kích, đánh quân Tây Ngụy thua to. Thái và Tây Ngụy Văn đế chạy về Hoằng Nông. Cao Hoan chiếm lại được Lạc Dương.
Năm 543，anh Cao Ngang là Cao Trọng Mật dâng sớ đầu hàng Tây Ngụy, dâng thành Hổ Lao. Cao Hoan giận dữ, thống suất 10 vạn đại quân thảo phạt. Vũ Văn Thái cũng dẫn quân cứu viện Trọng Mật. Ban đầu, Đông Ngụy có đại tướng Bành Nhạc kiêu dũng nên giành được thắng lợi, suýt bắt được Vũ Văn Thái. Hôm sau, Tây Ngụy chiếm được ưu thế, cũng suýt bắt được Cao Hoan. Cuối cùng, do lợi thế binh lực, Đông Ngụy ép quân Tây Ngụy phải lui quân, giành lại Hổ Lao, bình định Bắc Dự Châu và Lạc Châu, nhưng không đủ sức phát triển thắng lợi nên cũng rút quân.
Năm 546, Cao Hoan dốc hầu như toàn bộ binh lực của cả nước đánh Tây Ngụy, tiến đến dưới thành Ngọc Bích, trấn thành quan trọng của Hà Đông. Tướng Tây Ngụy là Vi Hiếu Khoan kiên thủ thành trì. Quân Đông Ngụy khổ chiến 60 ngày, sĩ tốt tử thương hơn 7 vạn người, đều chôn ở một hố sâu, nhưng vẫn không thể công phá được thành Ngọc Bích. Cao Hoan không làm gì được, quá tức giận và buồn bực mà phát bệnh, cuối cùng đành phải quyết định lui quân.

## Cái chết
Sau thất bại nặng nề ở thành Ngọc Bích, Hoan ôm bệnh, rút quân về Tấn Dương. Hai tháng sau, Cao Hoan uất ức mà chết, hưởng dương 52 tuổi. Về sau, con là Cao Dương cướp ngôi nhà Đông Ngụy, kiến lập nhà Bắc Tề, truy tặng cha mình là Tề Thần Vũ Đế.